# Спиридонов, Роман Вадимович
Рома́ Вади́мович Спиридо́нов (род. 19 апреля 1973, Алма-Ата, Казахская ССР) — старший лейтенант ВС РФ, участник Первой чеченской войны, Герой Российской Федерации (1996).

## Биография
Родился 19 апреля 1973 года в Алма-Ате, Казахская ССР. Русский. Окончил 8 классов средней школы и поступил в Свердловское суворовское военное училище, где учился во 2 взводе 3 роты. Окончив его в 1990 году, поступил в Алма-Атинское высшее общевойсковое командное училище (учился в 1-м и 4-м взводах 3 роты курсантов), которое было расформировано в 1993 году, в связи с чем он был переведён в Ленинградское военное командное общевойсковое училище (по другим данным, был переведен просто для продолжения учёбы). Окончив в 1994 году училище, он был направлен для прохождения службы в воздушно-десантные войска.
С 16 ноября 1995 по апрель 1996 года — участник первой чеченской войны, участвовал в проведении 7 крупных операций против боевиков, в том числе 20 ноября 1995 года разведгруппа под его командованием обнаружила и уничтожила миномётную батарею боевиков в Гудермесском районе.
30 ноября 1995 года (по другим данным — 30 марта 1996) рота ВДВ, в которой служил Рома Спиридонов, попала в засаду боевиков в районе села Нижнее Ведено. В ходе боёв были ранены командир роты и все командиры взводов, кроме Спиридонова, в связи с чем он принял командование на себя, организовав круговую оборону. После 6 часов обороны, ввиду того, что подкрепление было заблокировано боевиками и на помощь можно было не рассчитывать, Спиридонов подготовил атаку, прорвав окружение. Рота вышла к основным войскам, все раненые были вынесены.
Указом Президента Российской Федерации от 19 октября 1996 года за мужество и героизм, проявленные при выполнении специального задания Спиридонову Роме Вадимовичу присвоено звание Героя Российской Федерации с вручением медали «Золотая Звезда».
Продолжает службу в Вооружённых Силах.